# Сугродовка
Сугродовка — посёлок в Гордеевском районе Брянской области, в составе Петровобудского сельского поселения. Расположен в 2 км к северу от села Смяльч. Население — 3 человека (2010).

## История
Упоминается с 1920-х гг.; до 2005 года входил в Смяльчский сельсовет.
| Годы      | 1926 | 1979 | 1989 | 2002 | 2010 |
| --------- | ---- | ---- | ---- | ---- | ---- |
| Население | 136  | 46   | 21   | 11   | 3    |